# Courtney Eaton
Courtney Eaton (ur. 6 stycznia 1996 w Bunbury) – australijska aktorka, która wystąpiła m.in. w filmie Mad Max: Na drodze gniewu.

## Filmografia
| Rok     | Tytuł                        | Rola               | Uwagi            |
| ------- | ---------------------------- | ------------------ | ---------------- |
| 2015    | Mad Max: Na drodze gniewu    | Cheedo the Fragile |                  |
| 2016    | Bogowie Egiptu               | Zaya               |                  |
| 2017    | Nowość                       | Blake Beeson       |                  |
| 2017    | Angus & Julia Stone: Chateau | Lead girl          | film krótkometr. |
| 2018    | Status Update                | Charlotte Alden    |                  |
| 2018    | Doskonałość                  | Sarah              |                  |
| 2019    | Krytyczna godzina            | Ava Brooks         |                  |
| od 2021 | Yellowjackets                | Lottie             | serial           |
| 2023    | Parachute                    | Riley              |                  |